# Donizete
Donizete, właśc. Osmar Donizete Cândido (ur. 24 października 1968 w Prado) – brazylijski piłkarz, występujący podczas kariery na pozycji napastnika.

## Kariera klubowa
Donizete rozpoczął piłkarską karierę w Volta Redonda w 1987 roku. W 1988 przeszedł do São José EC, z którego przeszedł do Botafogo FR. Z Botafogo dwukrotnie zdobył mistrzostwo stanu Rio de Janeiro – Campeonato Carioca w 1989 i 1990 roku.
W 1990 roku przeszedł do meksykańskiego Tecos UAG Guadalajara. W klubie z Guadalajary przez ponad cztery lata i dwukrotnie zdobył z nim mistrzostwo Meksyku w 1993 i 1994 roku. W 1995 powrócił do Botafogo, z którym zdobył mistrzostwo Brazylii 1995.
W 1996 wyjechał na krótko do Japonii do Verdy Kawasaki, skąd przeszedł do Benfiki Lizbona. Po powrocie do Brazylii został zawodnikiem Corinthians Paulista, z którym zdobył mistrzostwo stanu São Paulo – Campeonato Paulista 1997. W latach 1997–1998 był zawodnikiem Cruzeiro EC.
W latach 1998–1999 spędził w CR Vasco da Gama. Z Vasco da Gama zdobył Copa Libertadores 1998. W 2000 roku na krótko do Meksyku do Tigres UANL, z którego przeszedł do Botafogo FR. W latach 2001–2002 występował w SE Palmeiras. W latach 2002–2005 występował na przemian w Vasco da Gama i Tecos UAG. Karierę zakończył w 2005 roku w Macaé Esporte Futebol Clube.

## Kariera reprezentacyjna
Donizete ma za sobą występy w reprezentacji Brazylii, w której zadebiutował 8 listopada 1995 w wygranym 1-0 towarzyskim meczu z reprezentacją Argentyny. Był to udany debiut, gdyż Donizete zdobył jedyną bramkę. Także w drugim swoim meczu w reprezentacji zdobył bramkę 28 sierpnia 1996 w meczu z Rosją. W następnych kilkunastu miesiącach Donizete regularnie grał w towarzyskich spotkaniach Brazylii.
W 1998 roku Donizete uczestniczył w Złotym Pucharze CONCACAF, na którym Brazylia zajęła drugie miejsce po porażce w finale z Meksykiem. Na tym turnieju Donizete wystąpił tylko w rozegranym 15 lutego 1998 meczu z Jamajką, który był jego ostatnim meczem w reprezentacji.